# Guerre civile acadienne
La guerre civile acadienne a lieu entre 1635 et 1654, en Acadie.

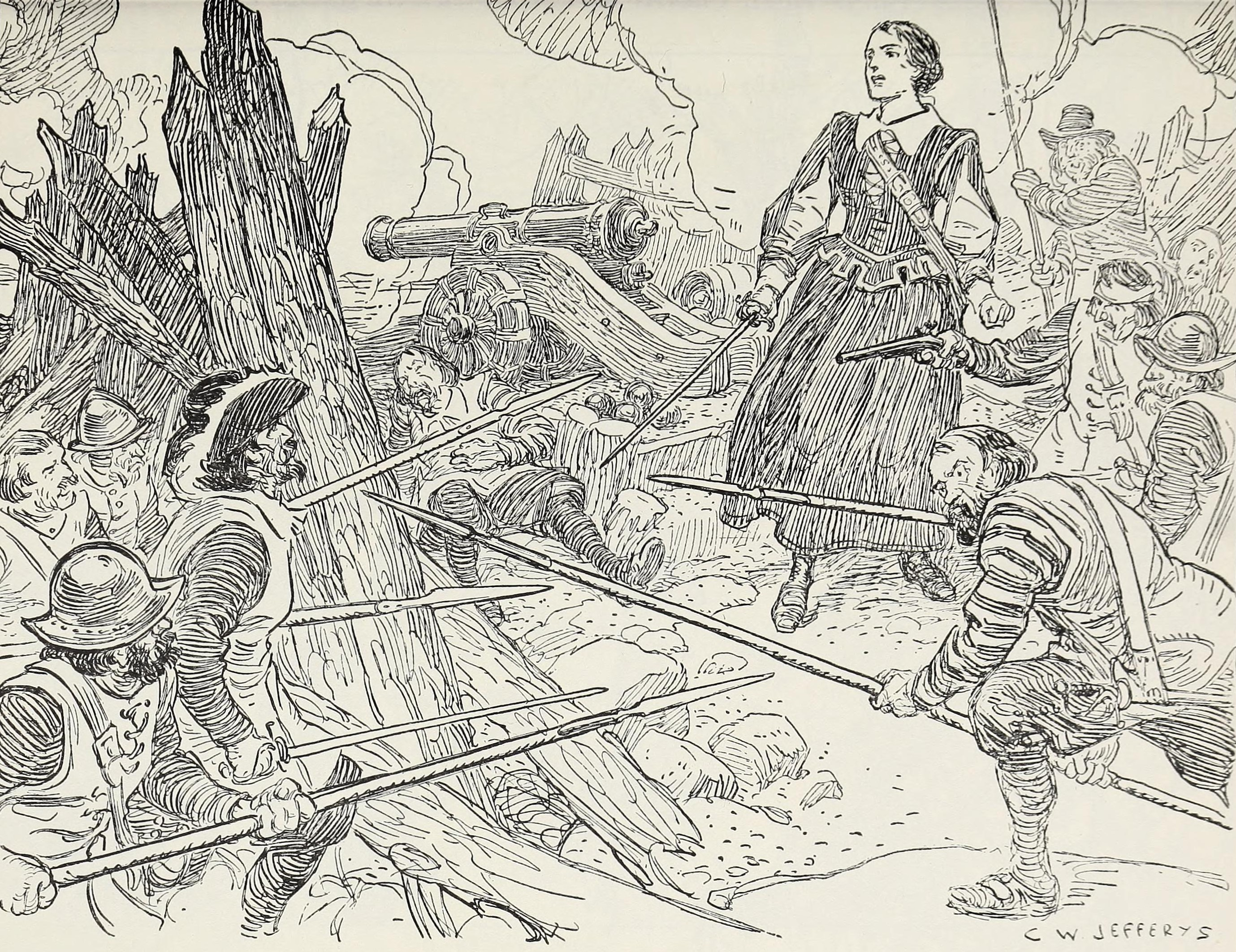
Françoise-Marie Jacquelin défendant le fort Saint-Jean contre D'Aulnay, par Charles William Jefferys.

La mort d'Isaac de Razilly, survenue en 1635, provoque une dispute entre Charles de Menou d'Aulnay et Charles de Saint-Étienne de la Tour. D'Aulnay ramène la capitale à Port-Royal et déclenche une guerre civile contre La Tour. Tous deux s'adressent au roi à plusieurs reprises pour faire trancher les limites de leurs territoires respectifs ; la décision rendue confond les deux territoires — preuve de la faible connaissance géographique de l'Acadie — et ne règle pas leur querelle. Après la mort de Menou d'Aulnay, un conflit de succession s'engage entre La Tour, Emmanuel LeBorgne, créancier de d'Aulnay, et Nicolas Denys. Ce conflit s'achèvera finalement avec la prise de l'Acadie par les Anglais en 1654. 

## Contexte
En 1632, le Traité de Saint-Germain en Laye rend le Canada et l'Acadie à la France. Le gouvernement de Louis XIII et de Richelieu nomme le commandeur Isaac de Razilly gouverneur de l'Acadie. En fait, ce territoire est partagé par deux gouverneurs : le commandeur de Razilly d'une part, et Charles de Saint-Étienne de la Tour d'autre part. Les deux hommes contrôlent chacun un territoire défini et cohabitent très bien. Lorsque Razilly meurt en 1635, son successeur, Philippe Longvilliers de Poincy, délègue son lieutenant, Charles de Menou d'Aulnay, afin d'aider Charles de la Tour à regagner sur les Anglais le fort de Pentagoët, fort qui avait été bâti par de la Tour. C'est à la suite de cet épisode, lorsque Menou d'Aulnay arrive à dégager le fort des Anglais, que se déclenche une violente dispute entre les deux hommes, d'Aulnay ne voulant pas rendre à Saint-Étienne de la Tour son fort. À partir de cet instant, cette dispute se mue en un véritable conflit d'intérêts, les deux hommes désirant le poste de gouverneur d'Acadie.

## Le conflit

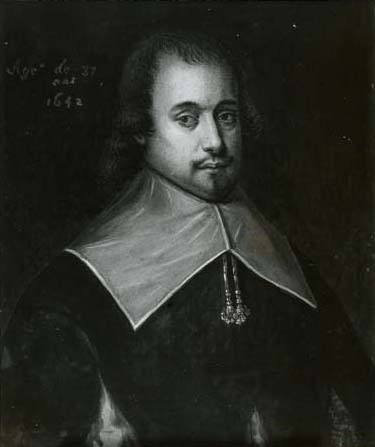
Charles de Menou d'Aulnay.

La première mesure d'Aulnay est de déplacer la capitale de la colonie acadienne à Port-Royal, alors qu'elle était auparavant située à La Hève. Cet acte montre clairement que Menou d'Aulnay est décidé à concentrer l'économie de l'Acadie autour du commerce des fourrures et de l'agriculture, tandis que Razilly avait misé sur le commerce maritime tourné vers l'Atlantique. Le 10 février 1638, d'Aulnay est élevé au rang de lieutenant général de l'Acadie. Mais le commerce des fourrures constitue un motif qui aggrave la situation, chacun essayant d'en avoir le monopole en Acadie.
L'incident qui provoquera les combats est déclenché par La Tour, en 1640, lorsqu'il fait prisonnier des hommes d'Aulnay que celui-ci envoyait au fort de Pentagoët. Après cet évènement, La Tour se dirige vers Port-Royal pour tenter de prendre la ville, mais il échoue et est lui-même fait prisonnier par Menou d'Aulnay. Cependant, celui-ci relâche son adversaire, voulant s'en remettre à la cour de France. Il obtient ainsi le retour en France de La Tour, qui se réfugie dans son fort Sainte-Marie, sur le fleuve Saint-Jean. D'Aulnay a même l'autorisation royale de pouvoir se saisir de force de La Tour en cas de résistance de la part de ce dernier, et détruit le fort de Cap-de-Sable appartenant à son rival acculé. La Tour, en effet, ne peut plus commercer avec la France et est trop vulnérable face à d'Aulnay. Il envoie donc un émissaire demander de l'aide aux Anglais de Boston, qui, même s'ils acceptent de commercer avec La Tour, évitent de trop s'impliquer dans le conflit civile qui divise l'Acadie. 
Ceux qui viennent finalement en aide à La Tour sont les membres de la Compagnie des Cent-Associés, ne reconnaissant pas d'Aulnay comme lieutenant général de la fragile colonie acadienne. La Tour reçoit de ses nouveaux protecteurs des troupes et de nouveaux colons, ce qui en tout fait 140 personnes. Avec ses nouveaux soldats et des mercenaires arrivés de Boston sur sa demande, La Tour peut forcer d'Aulnay à se replier sur la rivière Pentagoët. Il pille ensuite les environs et récupère toute la pelleterie qu'il peut. Cependant, d'Aulnay attend lui aussi des renforts de France. Devant cette situation, La Tour revient à Boston pour y demander de nouveau de l'aide, ce que fait également d'Aulnay. Les Anglais refusent cependant de prendre parti pour l'un ou l'autre camp et se montrent neutres. 
En 1645, La Tour quitte son fort de la rivière Saint-Jean pour essayer de reprendre le fort de Pentagoët. Mais son rival, qui dispose d'artillerie et de 200 hommes, est lui aussi en route vers le fort Sainte-Marie, à l'intérieur duquel la femme de La Tour, Françoise-Marie Jacquelin, commande seule en l'absence de son mari. Elle oppose une intense résistance à l'armée d'Aulnay pendant trois jours, mais d'Aulnay réussit tout de même à prendre le fort avant de pendre sa garnison. Mme de La Tour mourut, elle, en prison, incarcérée par le rival de son mari. 
Après la prise du fort Sainte-Marie, La Tour est contraint de se réfugier à Québec. Jusqu'en 1650, il doit vivre de la traite des fourrures au Canada. D'Aulnay, lui, reçoit par lettres patentes en 1647, le gouvernement général de toute l'Acadie et, bien plus encore, il est nommé vice-roi de toute l'Amérique septentrionale, obtenant ainsi de phénoménaux pouvoirs, mais qui, en réalité, se limiteront surtout à la colonie d'Acadie.

## Mort d'Aulnay et guerre de succession d'Acadie
D'Aulnay meurt accidentellement en 1650, causant une guerre de succession entre Emmanuel Le Borgne, Charles de Saint-Étienne de la Tour et Nicolas Denys ; Le Borgne était le principal créancier de la famille D'Aulnay mais n'arrive pas à s'entendre sur la succession. En 1652, il s'empare de Port-Royal, où se trouvent les intérêts de la famille D'Aulnay, et attaque les établissements de ses rivaux, dont La Hève, Pentagouët et Havre-Saint-Pierre. La Tour épouse la veuve de D'Aulnay à la fois pour tenter de réconcilier les deux familles, de rétablir la paix et pour reprendre ses possessions. En 1654, Denys obtient une concession comprenant le golfe du Saint-Laurent entre le Canceaux et Gaspé.